# Age of Empires III: The War Chiefs
Age of Empires III: The WarChiefs är den första officiella expansionen till datorspelet Age of Empires III. Spelet utannonserades av Ensemble Studios och Microsoft Studios den 7 mars 2006. Demoversionen släpptes den 4 oktober 2006 och det fullständiga spelet släpptes den 17 oktober 2006. Expansionen tillsammans med originalspelet Age of Empires III utgavs under namnet Age of Empires III Gold Edition den 19 september 2006. Hösten 2007 släpptes ännu ett expansionspaket, Age of Empires III: The Asian Dynasties. Den 15 september 2009 släpptes Age of Empires III Complete Collection som innehåller alla de tre spelen, Age of Empires III, The WarChiefs och The Asian Dynasties. 
Tre nya civilisationer, amerikanska indianfolk, ingår. Dessa är irokeserna, siouxerna och aztekerna. Dessa civilisationers motsvarighet till den europeiska utforskaren är krigshövdingen som kan ta kontroll över funna skatter och har fler funktioner. I spelet ingår även en ny kampanj, nya banor, nya teknologier, nya kartor, nya soldater, nya byggnader med mera. Man kan även spela spelet online.

## Spelförändringar
Inga större förändringar på mekaniken har gjorts i jämförelse med Age of Empires III. Spelaren kan fortfarande samla in resurser, bygga arméer och skicka dem för attack till motståndaren. Istället finns det ett antal nya koncept som har införts, medan vissa befintliga koncept har utökats.
Då aztekerna har en hemstad, så har irokeserna och siouxerna fem medlemmar från Tribal Council (stamrådet) som är the Chief, the War Leader, the Shaman, the Wise Woman och the Messenger. Alla dessa kan erbjuda olika enheter, stöd och förbättringar. Stamrådet finns i spelet då civilisationen (irokes eller sioux) avancerar upp i Ages (åldrar), vilket ersätter politikersystemet för dem europeiska civilisationerna. Spelaren kan välja att främja en kandidat till stamrådet för att senare få bonus. Ju högre ålder spelaren avancerar till, desto högre bonus får spelaren av kandidaten. Bonusen är av samma typ som tidigare, till exempel extra enheter eller mer resurser. Fler nya kandidater blir tillgängliga vid högre hemstadsnivå.
Andra små tillägg i spelet är de mindre infödda indianstammarna. Huronerna ersatte irokeserna, cheyennerna ersatte lakota (siouxerna) och zapotekerna ersatte aztekerna. Andra nya stammar är klamath-indianer, apacher, navajo och mapuche. Totalt innehåller expansionen 16 mindre stammar jämfört med de 12 ursprungliga.
En eldgrop finns tillgänglig för alla nya indiancivilisationer. Där kan byinvånare dansa och då max tio dansare per civilisation. Genom dans ökar lyckan för högre attack, byggnaders tålighet eller förbättrad marinstrid. Detta beroende på vilken inställning spelaren väljer att dansen ska baseras på.
| Civilisation | Ledare     | Hemstad/Stamråd | Fakta |
| ------------ | ---------- | --------------- | --- |
| Irokeser     | Hiawatha   | Caughnawaga     | Irokeserna har den unika dansen "Founder Dance" vilket genererar Travois (enhet som kan bygga vissa byggnader) och "Earth Mother Dance" vilket ökar enhetsgränsen till något över den maximala. Enheter får mer träffpoäng då krigshövdingen befinner sig i närheten av enheterna. I början av ett spel får spelaren en Travois. |
| Siouxer      | Gall       | Hunkpapa        | Siouxerna har den unika dansen "Fire Dance" som ökar enheters attack mot byggnader och fartyg, respektive "War Song Dance" vilket genererar Dog Soldier (en sorts kavallerienhet). Deras krigshövding är en av de snabbaste enheterna och har en aura som ökar hastigheten på enheter som befinner sig i närheten. Siouxer behöver inte bygga hus, istället börjar de med en enhetsgräns på 200 enheter från första början av ett spel. |
| Azteker      | Cuauhtémoc | Tenochtitlán    | Aztekerna har den unika dansen "Healing Dance" vilket ger alla sysslolösa enheter automatiskt hälsa (detta för att kompensera den begränsande tillgången på Warrior Priest) och "Garland War Dance" som genererar Skull Knight (en sorts infanterienhet). Dubbel erfarenhetspoäng (XP) får spelaren då krigshövdingen är i närheten av striderna. I början av ett spel får spelaren en Warrior Priest.                                  |

Dessutom har varje indiancivilisation sin andel av unika teknologier. Det finns en unik teknologi per byggnad med undantag för siouxtipi och möjligheten att få teknologier levererade.

### Revolution
Europeiska kolonier har en ny möjlighet att få avancera till Industrial age istället för Imperial age, detta leder till revolt mot hemlandet och de skapar ett eget självständigt land. Den initiala kostnaden för Industrial age (revolutionen) är billigare än att avancera till Imperial age, men landets ekonomi kommer att stagnera eftersom alla nybyggare då omvandlas till miliser och inga nya kan skapas (förutom Coureur des Bois). Resurser kan fortfarande levereras från redan byggda fartyg, handelsplatser, fabriker och som nederländsk civilisation från banker. En ny nation kan inte uppgradera enheter tillhörande Imperial Age.

### Smyg
En annan nyhet är möjligheten att kunna smyga på sina motståndare. Detta kan utföras av vissa enheter som förblir oupptäckta av de flesta fientliga enheter och byggnader. Alla indiancivilisationer har en enhet som kan smyga (detta kan dock inte aktiveras då fiendens enheter finns i närheten). För européerna finns det spioner som kan skickas från hemstaden eller rekryteras från kyrkan. Spioner är särskilt effektiva mot utforskar- och krigshövdingsenheter tack vare sin bonusattack. Alla dessa har smygförmågan liksom diverse andra enheter (t.ex. Ninja och Native Scout). När vissa fientliga soldater är i närheten av den smygande och osynliga enheten finns det risk för avslöjande som då leder till extra sårbarhet vid angrepp. Smygande enheter blir också synliga när de attackerar.

## Kartor
Det finns åtta nya kartor som är Northwest Territory (föreställer Oregon, Washington och British Columbia), California, Painted Desert, Araucanía (som har tre variationer, "Northern", "Southern" och "Middle"), Orinoco, Ozarkbergen, Plymouth och Andes.

## Kampanj
Kampanjen som innehåller 15 uppdrag handlar om familjen Black i en mer historisk miljö. I den första akten "Fire" får spelaren följa med Nathaniel Black (John Blacks son och Amelia Blacks pappa), där han spenderar hela familjens förmögenhet på att stödja den Amerikanska revolutionen. I den andra akten "Shadow" får spelaren följa med Amelia Blacks son Chayton Black och hans handlingar i Black Hills under Red Clouds-kriget och Black Hills-kriget. Hemstaden för de båda akterna är Black Family Estate.

### Akt I: Fire
Nathaniel Black (lite baserat på Joseph Louis Cook) är halv irokes och son till John Black från akt II i Age of Empires III. Han uppfostrades av sin mor Nonahkee och morbror Kanyenke. Kampanjen startas med att Nathaniel och Kanyenke försöker avskräcka mohawkerna och senecafolket från att delta i det amerikanska frihetskriget. Dock så drabbas de av ett bakhåll av en grupp mohawker som sedan beger sig till en oneida-by i närheten. Därifrån gör Nathaniel och Kanyenke en motattack och förstör en Town Center, vilket får deras fiender att fly. När Nathaniel och Kanyenke återvänder hem till sin by finner de att mohawkerna och en grupp av hessiska legosoldater ledda av överste Sven Kuechler, har plundrat byn och kidnappat Nonahkee. De lyckas rädda Nonahkke, men Kuechler och hans armé har flytt. Nathaniels by börjar nu stödja kolonisterna och Nathaniel åker till Boston där han och hans män hjälper till med försvar mot britterna på en redutt (Slaget vid Bunker Hill). Efter att George Washington tagit över kommandot, drabbas kolonisterna av en serie nederlag som kör dem tillbaka till Delaware. Där får de sällskap av Nathaniel som han respektive Washington börjar leda en liten styrka över Delaware mot ett hessiskt läger vid Trenton. De besegrar också en grupp vid slaget vid Princeton. Detta följs av ännu en seger på slaget vid Saratoga. Dock blir de besegrade i slaget vid Brandywine och slaget vid Germantown. Detta tvingar dem att vintercampa i Valley Forge där de drabbas av hård kyla. Nathaniel blir här tvungen att använda det mesta av familjens förmögenhet till att förse med nödvändigheter till armén. Nästa scenario är under det fiktiva namnet "Slaget vid Morristown", där Nathaniel ska beskydda en Kapitolium-byggnad i Morristown. Det är nu han får sin chans att hämnas på Kuechler. Med hjälp av artilleritransporter från Washington lyckas Nathaniel smyga runt den hessiska armén och därmed lindras skadorna på Morristown. Kuechler, som vägrar att acceptera nederlaget, deltar själv i den sista striden mot Nathaniel och blir då dödad. Efter Kuechlers död sägs det att Nathaniel fortsatte kriga i Charleston, slaget vid Camden och slaget vid Kings Mountain. Så småningom ansluter fransoserna till kriget och hjälper revolutionärerna att vinna belägringen av Yorktown, där Nathaniel gör flera viktiga erövringar. Efter revolutionsvinsten återvänder Nathaniel hem som en fattig man, då han har spenderat hela familjens förmögenhet på utrustning och stöd till volontärerna och trupperna vid Valley Forge.

### Akt II: Shadow
Under 1866 försöker Chayton Black (halvlakot och Amelia Blacks son vars far dog när han var för ung för att minnas) expandera Falcon Company västerut längs Bozemanspåret, men hamnar då mitt i Red Clouds-kriget. Han hjälper till att försvara träspåret från siouxerna och blir vän med Fort Laramies kvartermästare William "Billy" Holme, som är en åldrad inbördeskrigsveteran. Tio år senare under 1876 återvänder Chayton till västern och möter upp Holme, som nu är sheriff och informerar Chayton om en stor mängd guld i Black Hills, Dakota. Chayton åker dit och försvarar olika gruvläger från attacker av siouxer där han slutligen träffar siouxledaren Crazy Horse för att skapa ett fredsavtal. Men så drabbas Holme och några gruvarbetare av ett bakhåll från siouxerna innan Chayton hinner inleda förhandlingar. Detta förstör alla chanser till en fred. Chayton står fortfarande på Holmes sida och försvarar arbetarna som samlar in trä och ved för ett nytt fort. När fortet är färdigbyggt ger Holme order till Chayton att förstöra en by av siouxer, trots att de inte har gjort någon provokation. Chayton vägrar att genomföra ordern och börjar alliera sig med siouxerna istället. Han tillsammans med siouxerna förstör fortet och tvingar Holme att fly upp till bergen. Chayton övertygar den nyanlände George Armstrong Custer att ge honom en dag för att hitta Holme som är den verkliga orsaken till oroligheterna. Chayton klär på sig traditionella siouxkläder och målar ansiktet blodrött för att ansluta sig med Crazy Horse. De jagar ner Holme in i en gruva där de konfronterar honom. Chayton hoppas kunna lösa situationen lugnt, men Holme drar en revolver och riktar den mot Chayton. Chayton hinner dra sin revolver mycket snabbare och skjuter Holme som ramlar ner i ett gruvschakt där han dör under en explosion. Chayton försöker sedan att övertyga generalen Custer att inte attackera siouxerna, men Custer vägrar och säger åt Chayton att välja sida, USA eller indianerna. Chayton tar farväl av Custer och rider sedan iväg för att ta siouxernas parti. Chayton försöker nu att samla in siouxerna och cheyennerna till en allians för att sedan kriga tillsammans på slaget vid Little Bighorn. Efter kriget berättar Amelia Black att hon aldrig mer såg sin son igen. Men hon har hört att antingen dog Chayton under massakern vid Wounded Knee 1890 där han tog med sig ett dussin kavallerimän eller så levde han under alla sina dagar i Black Hills med fru och barn.